# Тискова
Тискова (пол. Tyskowa) — колишнє українське село на межі лемківського та бойківського етнографічних ареалів село в Польщі, у гміні Солина Ліського повіту Підкарпатського воєводства, на етнічних українських територіях.

## Розташування
Місцевість знаходиться в гміні Солина, Ліського повіту в Підкарпатському воєводстві. Розташована в пасмі гір Західних Бескидів, недалеко від кордону зі Словаччиною та Україною.

## Історія

Давня церква у с. Тискова, стояла з 1831 до 1937 року

Село закріпачене перед 1552 роком під назвою Cziskow за волоським правом у маєтностях Балів з Гічви.
Наприкінці XIX століття в селі були корчма, тартак і фільварок.
1921 року в селі налічувалось 34 будинки і 199 мешканців (178 греко-католиків, 16 римокатоликів, 5 юдеїв).
В селі була дерев'яна церква святого Михаїла, збудована в 1936 році. Належала до парафії Лоп'янка Тіснянського деканату Перемишльської єпархії УГКЦ, налічувала 205 парафіян.

Зображення нової церкви в с. Тискова, спорудженої у 1937 році. Знищена у 1953 р.

У 1939 році в селі мешкало 280 осіб, з них 260 українців-греко-католиків, 10 українців-римокатоликів та 10 євреїв.
Українців добровільно-примусово виселяли в СРСР. Більшість опиралась виселенню, їх грабували і вбивали польське військо і банди поляків, а 175 осіб у 1947 р. задля етнічної чистки під час проведення Операції «Вісла» було виселено на понімецькі землі у західній та північній частині польської держави.

## Сучасність
Після депортації українців село припинило існування. Від села зберігся підмурівок дерев'яної церкви, поряд — повоєнні надмогильні пам'ятники родини Будзинських. На шляху до Лоп'янки на перевалі Гирча наявна відреставрована мурована капличка з XVII століття.

## Відомі люди
- Михайло Франчак (1927—1947) — вояк УПА, засуджений до смерті злочинним польським урядом в таборі Явожно.